# Poecilochaetus koshikiensis
Poecilochaetus koshikiensis är en ringmaskart som beskrevs av Michiya Miura 1988. Poecilochaetus koshikiensis ingår i släktet Poecilochaetus och familjen Poecilochaetidae. Inga underarter finns listade i Catalogue of Life.